# Aixinger László
Aixinger László Frigyes (Pozsony, 1883. augusztus 6. – Pozsony, 1944. március 22.) jogász, politikus, újságíró.

## Élete

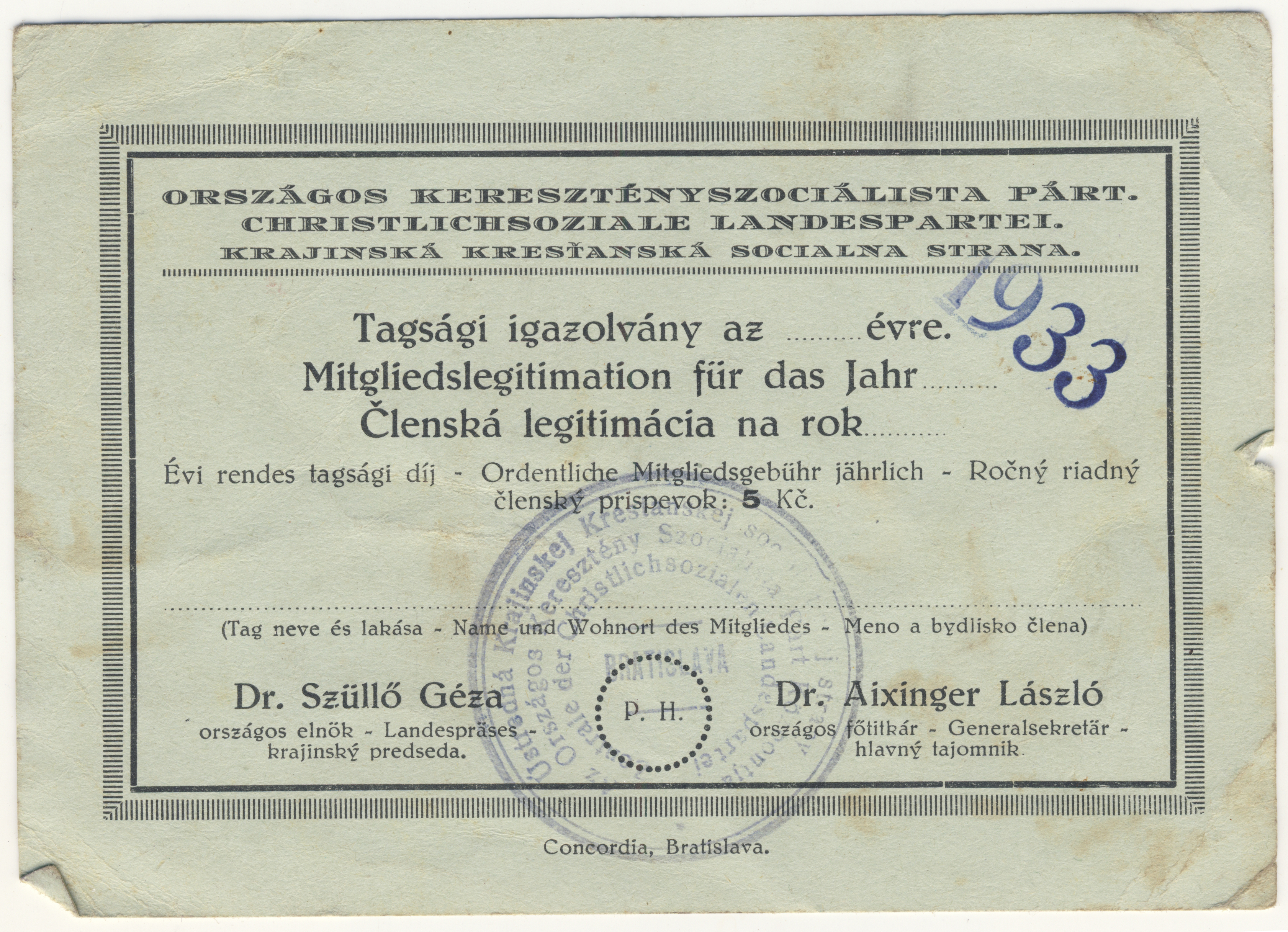
OKSZP tagsági 1933-ból

Szülei egri Aixinger László (?-1904) ügyvéd és Edl Mária. Felesége 1908-tól Dobrovits Margaréta.
Kolozsvárott szerzett jogi diplomát, majd a csehszlovák államfordulatig a pozsonyi ítélőtábla bírája volt. 
1930-tól az Országos Keresztényszocialista Párt országos főtitkára, 1932-től pártigazgatója, 1936-tól az Egyesült Magyar Párt országos pártigazgatója lett. Jelentős szereplője volt a pozsonyi kulturális életnek. A Bartók Béla Dalegylet elnöke, 1925-től a Toldy Kör alelnöke, 1939-1944 között elnöke volt. Az első bécsi döntés után a Szlovákiában maradt magyar cserkészcsapatokból Klatt Auréllal megalakítja a Szlovákiai Magyar Cserkészszövetséget, melynek országos főparancsnoka lett.
A Tábortűz című folyóiratban jelentek meg írásai. 1920–1930 között a Híradó politikai napilap főszerkesztő-helyettese, a Magyar Néplap pártlap főszerkesztője. Apja nyomdokait követve 1901-től tagja volt a Pozsonyi Hajósegyletnek.

## Művei
- 1938 Pozsony
- 1938 A régi Pozsony fontos szerepe a magyar szellemiség kialakításában. Prágai Magyar Hírlap
- 1941 A Pozsonyi Hajósegylet
- 1942 Széchenyi Pozsonyban. Pozsony.
- 2006 Felvidéki városok. Budapest. (társszerző)